# Phoma exigua var. exigua
Variété
Phoma exigua var. exigua est une variété botanique de champignons ascomycètes phytopathogènes qui parasitent de nombreuses espèces de plantes sauvages et cultivées.
Ce champignon est en particulier responsable de la gangrène de la pomme de terre, forme de pourriture sèche qui affecte les tubercules en conservation.

## Synonymes
- Ascochyta hydrangeae (Ellis & Everh.) Aksel, (1956),
- Ascochyta nicotianae Pass.,
- Ascochyta phaseolorum Sacc., (1878),
- Phoma exigua var. solanicola (Prill. & Delacr.) Popkova et al.{?},
- Phoma herbarum Westend., (1852),
- Phoma solanicola Prill. & Delacr., (1890),
- Phyllosticta hydrangeae Ellis & Everh., (1889).